# 꿈의 문 ~NEXT DOOR~
《꿈의 문》(일본어: 夢の扉 〜NEXT DOOR〜)은 TBS에서 2004년 10월 3일부터 2011년 4월 3일까지, 매주 일요일 오후 6시 30분에서 오후 7시(JST)까지 방영했던 일본의 다큐멘터리 프로그램이다.